# Baja 1000

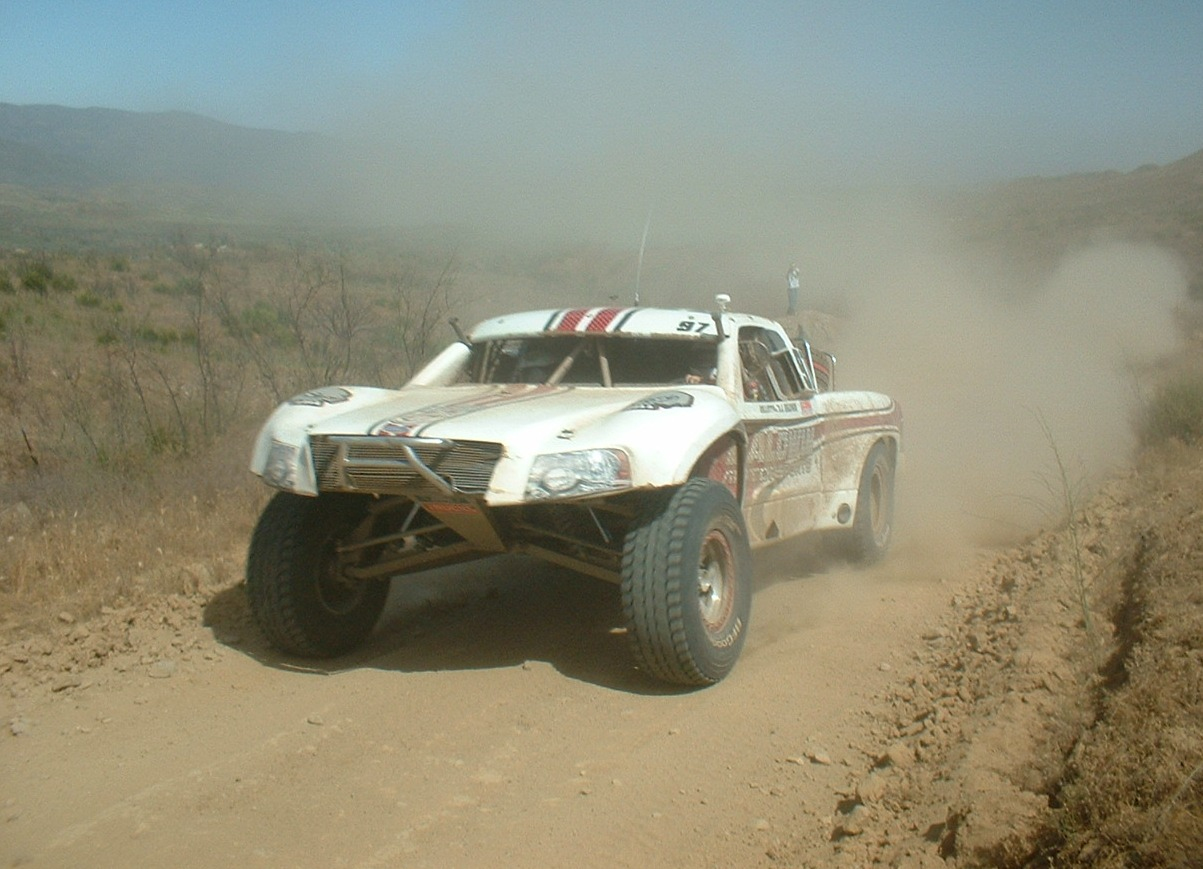
Ein Trophy Truck

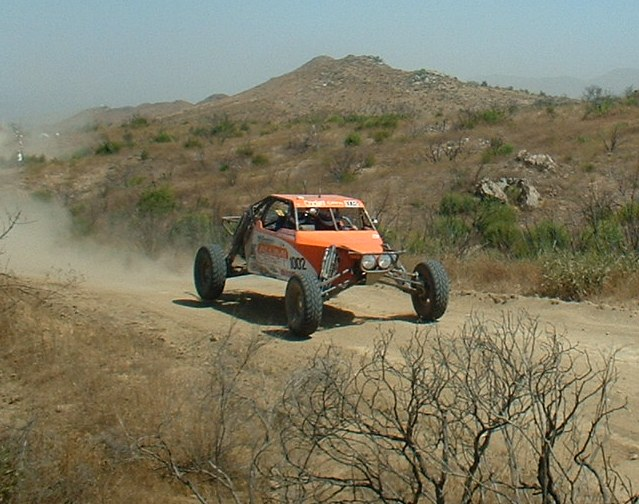
Ein Buggy der Class 10

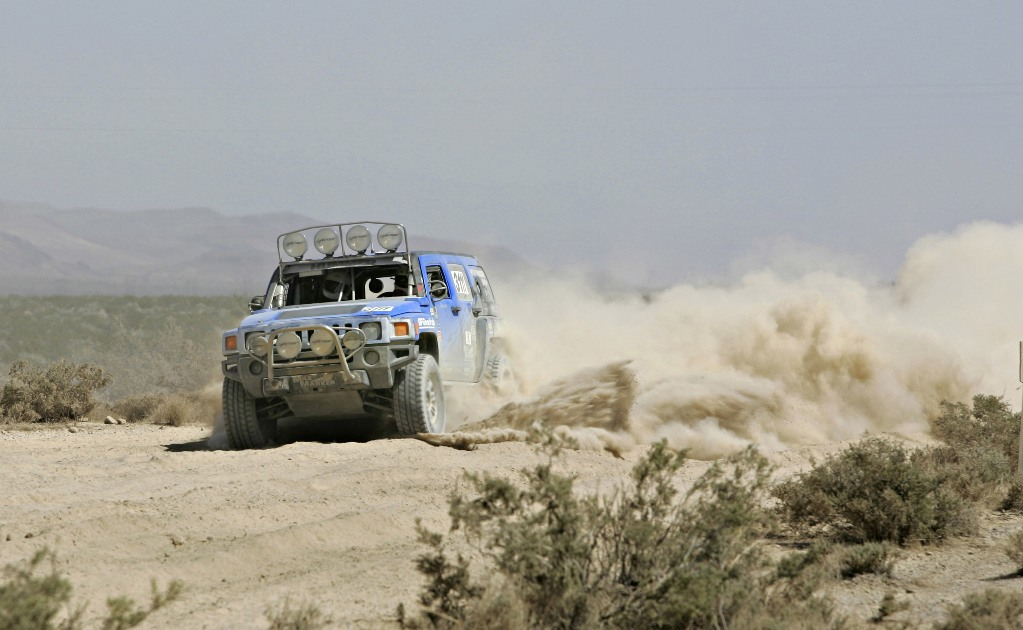
Ein sogenannter Stock Mini

Das Baja 1000 genannte und den Rallye Raids ähnliche Rennen auf der mexikanischen Halbinsel Niederkalifornien (Baja California) zählt zu den längsten und härtesten Auto- und Motorradrennen der Welt.

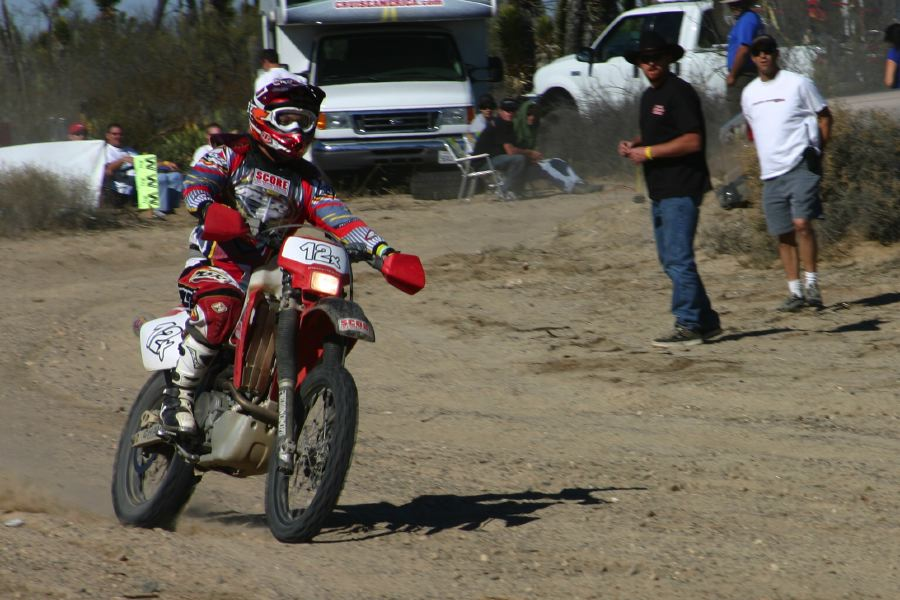
Ein Motorradfahrer bei der Baja 1000

## Geschichte
Aus der Hippie-Kultur der 1960er entstanden auf VW-Käfer-Plattformen im Westen der USA die Buggies: Fahrzeuge, denen das Dach abgeschnitten oder gar zu großen Teilen eine leichte Kunststoff-Karosserie ohne Dach und Türen aufgesetzt wurde. In gewissem Rahmen wurden auch bald stärkere Motoren eingebaut, sowohl getunte Motoren des VW Käfers als auch angepasste Triebwerke anderer Fabrikate. Es dauerte nicht lange, da wurden auf Strandabschnitten mit diesen Buggys spontane Rennen ausgetragen. Diese Freizeitbeschäftigung zog immer größere Kreise, bis 1967 daraus eine Veranstaltung entstand, welche die komplette Länge der niederkalifornischen Halbinsel mit einem Auto-, aber auch Motorradrennen zu bestreiten unternahm.
Startpunkt ist Ensenada, das Ziel liegt bei Cabo San Lucas. Eine Entfernung von insgesamt mindestens 1000 Meilen, zuweilen aber auch 1300 Meilen, muss dabei bewältigt werden. Auf dem Weg liegen typischerweise zehn Kontrollpunkte; Pausen gehen zu Lasten der Gesamtzeit.

## Gegenwart
Mittlerweile gelten Buggies und Käfer in keiner Weise mehr als konkurrenzfähig; um das Rennen Baja 1000 hat sich in den letzten 30 Jahren ein strenges Reglement und eine professionelle Veranstaltung entwickelt, die mit den Hippie-Anfangsjahren nichts mehr gemein hat. Die seit vielen Jahren verwendeten Fahrzeuge sind in aller Regel Spezialkonstruktionen, wie sie ähnlich auch beim Autocross (die Optik betreffend), beim Africa Eco Race oder der Rallye Dakar (die Technik betreffend) Verwendung finden. Jedoch ist die Beteiligung an den Baja 1000 immer noch eher eine Privatangelegenheit, da sich große Automobilkonzerne kaum beteiligen. Das Rennen Baja 1000 genießt, ähnlich wie die „Dakar“, den Ruf des härtesten Offroad-Rennens der Welt.
Seit 1975 ist die Southern California Off Road Experience (SCORE) Ausrichter der Baja 1000. Die Baja 1000 gehört zur SCORE International Off-Road Racing Series. Angelehnt an die Baja 1000 hat sich die Baja Europe, als Europas größte Offroad Rallye Raid, etabliert.

## Film
Im Jahr 2005 erschien der Film Dust to Glory. Er dokumentiert verschiedene Zeitepochen der Baja 1000 (hauptsächlich den Event 2003), beleuchtet Hintergründe, Wissenswertes wie die verschiedenen Rennklassen (Trophy Trucks, Buggies usw.) sowie die Stars der Szene.
In der Fernsehserie "Ein Colt für alle Fälle", Folge "Wüstenjagd" (S04:E11) fährt Colt Seavers (Lee Majors) zusammen mit seinem Vetter Howie Munson (Douglas Barr) die Baja 1000 mit.